# Vanovice
Obec Vanovice se nachází v okrese Blansko v Jihomoravském kraji. Žije zde 572 obyvatel. Obec se dělí na dvě části, vlastní Vanovice a vesnici Drválovice.

## Historie
První písemná zmínka o obci se objevuje v listině českého krále Vladislava II. z roku 1176, jedná se ale o falzum. Skutečná historická zmínka pochází z roku 1233. Obec se už odedávna skládala ze dvou osad, a to Drválovic a Vanovic. Od 15. století byla část Drválovic, a o sto let později dokonce i celá obec v držení pánů z Boskovic. Dominantou obce je kostel sv. Václava vystavěný v roce 1233, ke kterému dále náležela fara.

## Společenský život
Sbor dobrovolných hasičů byl založen roku 1872. Na hasičském praporu je vyobrazena jejich první čtyřkolová stříkačka. Hasiči úzce spolupracují s vedením obce. Podílí se na každé významnější akci. Jedná se především o zajišťování tradiční předpouťové zábavy, pálení čarodějnic, zajišťování Malohanáckého jarmarku, lampionového průvodu či pořádání rybářských závodů. 

## Pamětihodnosti
- Českobratrský kostel z roku 1844
- Kostel svatého Václava, původně opevněný
- Pískovcový kříž u hřbitova z roku 1843[6]
- Fara